# Полесовщик (картина Крамского)
«Полесо́вщик» — картина русского художника Ивана Крамского (1837—1887), написанная в 1874 году. Картина является частью собрания Государственной Третьяковской галереи (инв. 659). Размер картины — 84 × 62 см (по другим данным, 86,2 × 66,4 см). Эта картина была также известна под другими названиями: «Мужик с дубиной», «Мужик с дубиной в лесу» или «Мужик в простреленной шапке». Она представляет собой так называемый «портрет-тип» — вид картин, которые получили распространение в русской живописи в 1870-х годах.

## История и описание
«Полесовщик» — устаревшее слово, обозначающее «лесник», «лесничий». Изображённый на фоне тёмной чащи лесной сторож держит за спиной дубинку. Его глаза настороженные и выжидающие — видно, что этот человек сильный и ловкий, привыкший справляться с опасностью в одиночку. Кажется, что в нём скрыта неукротимая сила. По-видимому, он честно и смело выполняет опасную работу, что подтверждает его неоднократно простреленная шапка.
При этом, однако, художник даёт почувствовать зрителю назревающую в полесовщике обиду на тех, кто заставляет его бороться с «браконьерами» — как правило, такими же мужиками, которые из-за крайней нужды вынуждены идти в охраняемый господский лес за дровами.
Сам Крамской так писал о сюжете этой картины в письме Павлу Третьякову от 19 апреля 1875 года:
…Мой этюд в простреленной шапке по замыслу должен был изображать один из тех типов (они есть в Русском народе), которые многое из социального и политического строя народной жизни понимают своим умом и у которых глубоко засело неудовольствие, граничащее с ненавистью. Из таких людей в трудные минуты набирают свои шайки Стеньки Разины, Пугачевы, а в обыкновенное время — они действуют в одиночку, где и как придется; но никогда не мирятся. Тип несимпатичный, я знаю, но знаю также, что таких много. Я их видел…
Картина была представлена на 4-й выставке Товарищества передвижных художественных выставок («передвижников») в 1875 году. В том же 1875 году картина была приобретена у автора Павлом Третьяковым.